# ライス・バケツ・チャレンジ
ライス・バケツ・チャレンジ（Rice Bucket Challenge）とは、2014年8月よりアメリカ合衆国から全世界に広まったアイス・バケツ・チャレンジに擬え、インド人ジャーナリストのマンジュ・ラサ・カラニディが、同年8月22日より始めた貧困層支援の運動。

## 概要
本家のアイス・バケツ・チャレンジは難病の筋萎縮性側索硬化症（ALS）の患者支援と認知度向上に向け、インターネット上で指名された人がALS支援団体へ100ドルを寄付をするか氷水をかぶるかを選択する形態だが、ライス・バケツ・チャレンジは貧困層にバケツ1杯分の米を寄付し、インターネット上で写真を公開の上、友人に同様の行為を促す運動である。
運動を主宰するカラニディによると、自身がFacebookで知ったアイス・バケツ・チャレンジでは氷水を無駄遣いすることになるので、その代わりにインドに合った運動が展開出来ないかと思案。その結果「米は私たちの主食だし、何カ月間か保存することもできる」としてライス・バケツ・チャレンジを提起するに至ったという。
アイス・バケツ・チャレンジはインドでも芸能界のスターらが呼び掛けに応じているものの、最近はライス・バケツ・チャレンジが優勢になってきたものと見られ、インド国内のみならずスウェーデンやイギリスなど、国外からも称賛のメッセージが寄せられているとされる。AFPの取材によると、既に10数万人から支持を獲得。
南アジア一帯は水不足に苦しんでいることもあり、アイス・バケツ・チャレンジにおける水の浪費が問題視され、一部から批判の声が上がっていたのも、運動を押し上げる一因に繋がった。

## 影響
インドの北隣に位置するネパールにおいても、近々に発生した洪水や土砂崩れにより家屋を喪失した被災者支援を目的として、バケツを食料や医薬品で満たすフィル・ザ・バケツ・チャレンジが開始。ネパールではモンスーンが齎した豪雨による洪水や土砂崩れのため、少なくとも250人が死亡、14000世帯が家屋を喪失したとされる。